# Murilo Ceará
Murilo Mendes Hermógenes, mais conhecido como Murilo Ceará (Franca, 13 de janeiro de 1988), é um ex-futebolista brasileiro que atuava como lateral-direito.

## Títulos
Cuiabá
- Copa Verde de Futebol de 2015[2][3]